# Monestir dels Sants Cosme i Damià
El monestir dels Sants Cosme i Damià o monestir de Cosmídion fou un monestir situat a Cosmídion, als afores de Constantinoble, capital de l'Imperi Romà d'Orient, i dedicat a Cosme i Damià, màrtirs. Fou construït com a església sota Teodosi II el Jove (r. 408-450) i ampliat a monestir a tot estirar al segle vi. Els seus abats participaren en els sínodes del 518 i del 536, període en el qual sorgí una sèrie de miracles associats als seus sants patrons. Justinià I el Gran (r. 527-565) l'inclogué en el seu programa de reconstruccions.
La seva ubicació extra muros l'exposava als atacs dels enemics, com de fet fou el cas durant el setge àvar de Constantinoble (626), quan fou destruït. Al segle viii ja estava restaurat. L'emperador Miquel IV el Paflagoni (r. 1034-1041) hi feu reformes importants i hi fou sebollit un cop mort. El 1081, el futur emperador Aleix I Comnè passà pel monestir en les primeres hores del cop d'estat que el portaria al tron.
A principis del segle xiv, els almogàvers de la Gran Companyia Catalana l'ocuparen i fortificaren com a base d'operacions contra la colònia genovesa de Gàlata. Berenguer d'Entença i el seu seguici hi passaren uns dies el 1304. Se sap que encara existia el 1453, any de la caiguda de Constantinoble en mans dels otomans.